# Hetao (socken i Kina, Shandong)
Hetao (kinesiska: 河套街道, 河套) är en socken i Kina. Den ligger i provinsen Shandong, i den östra delen av landet, omkring 280 kilometer öster om provinshuvudstaden Jinan. Antalet invånare är 47826. Befolkningen består av 24 428 kvinnor och 23 398 män. Barn under 15 år utgör 12,0 %, vuxna 15-64 år 75 %, och äldre över 65 år 12,0 %.
Genomsnittlig årsnederbörd är 771 millimeter. Den regnigaste månaden är juli, med i genomsnitt 247 mm nederbörd, och den torraste är januari, med 12 mm nederbörd.